# Disagården

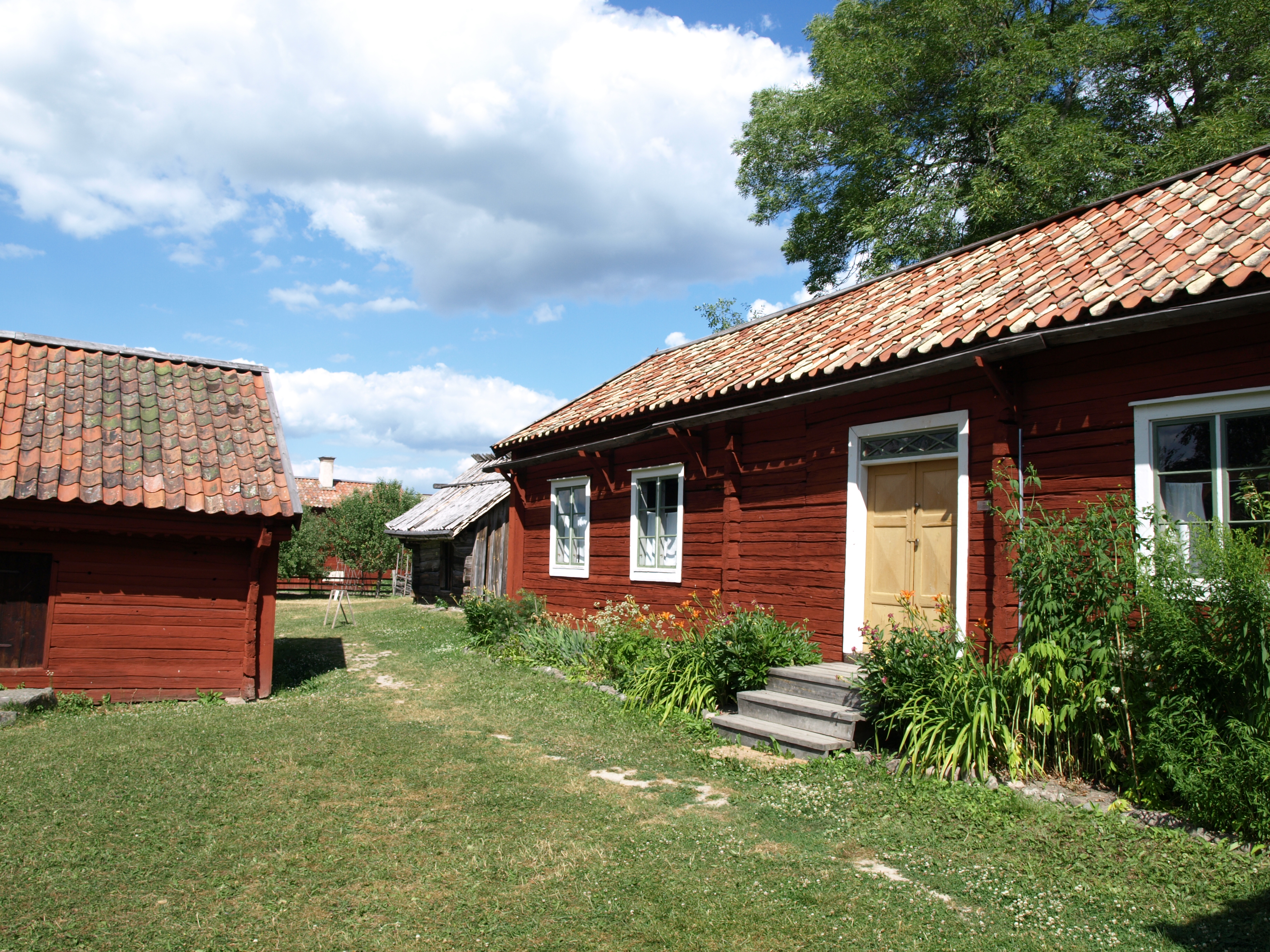
Disagården

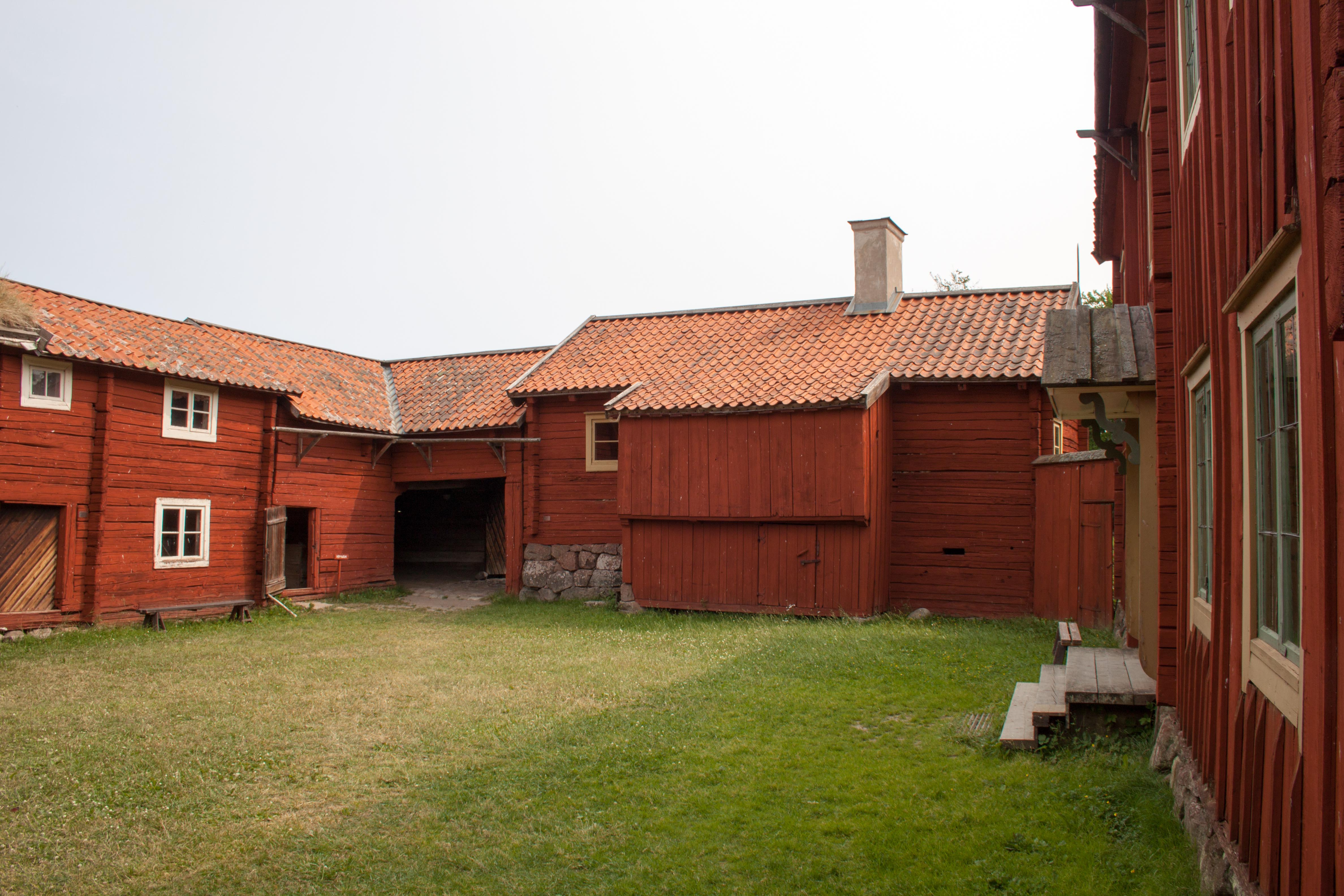
Hofanlage mit dem Hauptgebäude rechts

Disagården ist ein Freilichtmuseum in Alt-Uppsala am nördlichen Stadtrand von Uppsala. Das Museum wurde 1931 von der Disa Stiftung gegründet und betrieben und 1970 vom Upplandsmuseet übernommen.
Das im Sommer geöffnete Museum besteht aus Gebäuden aus dem 16. bis 19. Jahrhundert, aus verschiedenen Gebieten der schwedischen historischen Provinz Uppland, die an den jetzigen Ort des Freilichtmuseum versetzt wurden.